# Miles Austin
Miles Jonathon Austin III (Summit, 30 giugno 1984) è un giocatore di football americano statunitense che gioca nel ruolo di wide receiver nella National Football League (NFL) e dal 2015 è free agent. Al college giocò a football alla Monmouth University.

## Carriera universitaria
Austin al college giocò a football con i Monmouth Hawks con cui, in quattro anni di carriera, ricevette 150 passaggi per 2.867 yard e 33 touchdown, stabilendo i primati dell'università per yard ricevute e in touchdown segnati in una stagione (12).

## Carriera professionistica

### Dallas Cowboys
Austin non fu selezionato nel Draft NFL 2006 ma successivamente firmò con i Dallas Cowboys. Nelle prime 3 stagioni Miles giocò sporadicamente, nel ruolo di kick returner. In quel periodo la sua miglior prestazione la disputò nei playoff del 2006 contro i Seattle Seahawks in cui segnò il primo touchdown su ritorno di kickoff della storia dei Cowboys nei playoff.

#### 2009

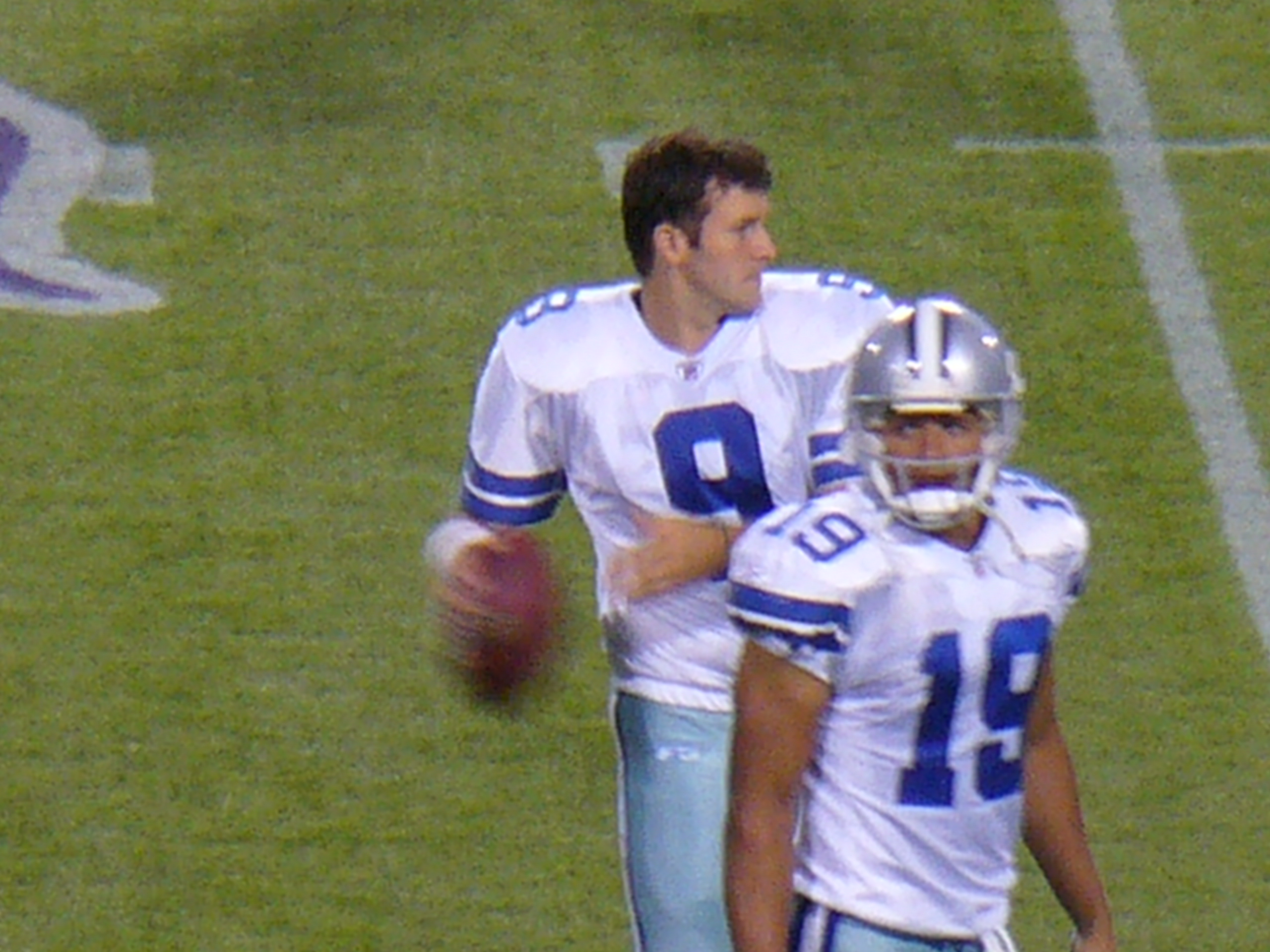
Austin (in basso) e Tony Romo.

Nella stagione 2009, dopo che Terrell Owens fu svincolato, Owens salì al terzo posto nella gerarchie dei ricevitori della squadra. Nella quinta partita della stagione, la prima della sua carriera come titolare, Austin stabilì il record di franchigia per yard guadagnate in una partita (250) guidando i cowboys alla vittoria. Grazie a questa prestazione Austin si impose come titolare per tutto il resto della stagione, terminando con 1.320 yard ricevute segnando 11 touchdown, venendo selezionato per il primo Pro Bowl in carriera.

#### 2010
Nel settembre 2010, Austin firmò un'estensione contrattuale con i Cowboys per 6 anni per un valore totale di 50 milioni di dollari. Con 10 ricezioni in ognuna delle prime due gare della stagione, Austin divenne il secondo giocatore della storia dei Cowboys a giocare due gare consecutive con almeno 10 ricezioni. La sua stagione terminò con 69 ricezioni per 1.041 yard e 7 touchdown, venendo convocato per il secondo Pro Bowl al posto dell'infortunato DeSean Jackson.

#### 2011

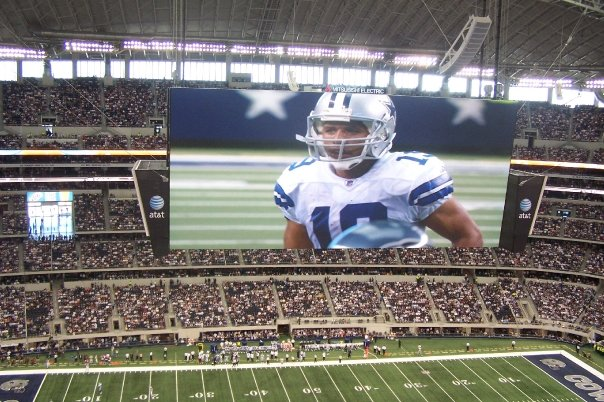
Austin inquadrato nel mega-schermo dello stadio dei Cowboys.

La stagione 2011 di Austin iniziò bene con 5 ricezioni per 90 yard nella settimana 1, seguita dal nuovo primato personale di 3 touchdown segnati nella vittoria della settimana 2 contro i San Francisco 49ers, in cui ricevette 9 passaggi per 143 yard. Il resto della sua stagione fu condizionato da problemi al tendine del ginocchio che lo forzarono a saltare sei partite, portandolo ai minimi in carriera in ricezioni, touchdown e yard dalla stagione 2008.

#### 2012
Austin iniziò la stagione con 4 ricezioni per 73 yard e un touchdown nella vittoria della settimana 1 sui New York Giants campioni in carica. Nella sconfitta della settimana 2 contro i Seattle Seahawks, Austin ricevette 5 passaggi per 63 yard e un altro touchdown. Nel turno successivo contro i Tampa Bay Buccaneers ricevette 5 passaggi per 107 yard. Il quarto touchdown stagionale, Austin lo segnò nella settimana 4 contro i Chicago Bears e il quarto nella vittoria della settimana 7 contro i Carolina Panthers. Nella vittoria della settimana 13 sui Philadelphia Eagles, Austin ricevette 2 passaggi per 46 yard e un touchdown. La sua annata terminò con 923 yard ricevute e 6 touchdown.

#### 2013
Nella stagione 2013, Austin ricevette solamente 244 yard in 11 partite e per la prima volta dal 2007 non segnò alcun touchdown. L'11 marzo 2014, Austin fu svincolato dopo otto anni coi Cowboys.

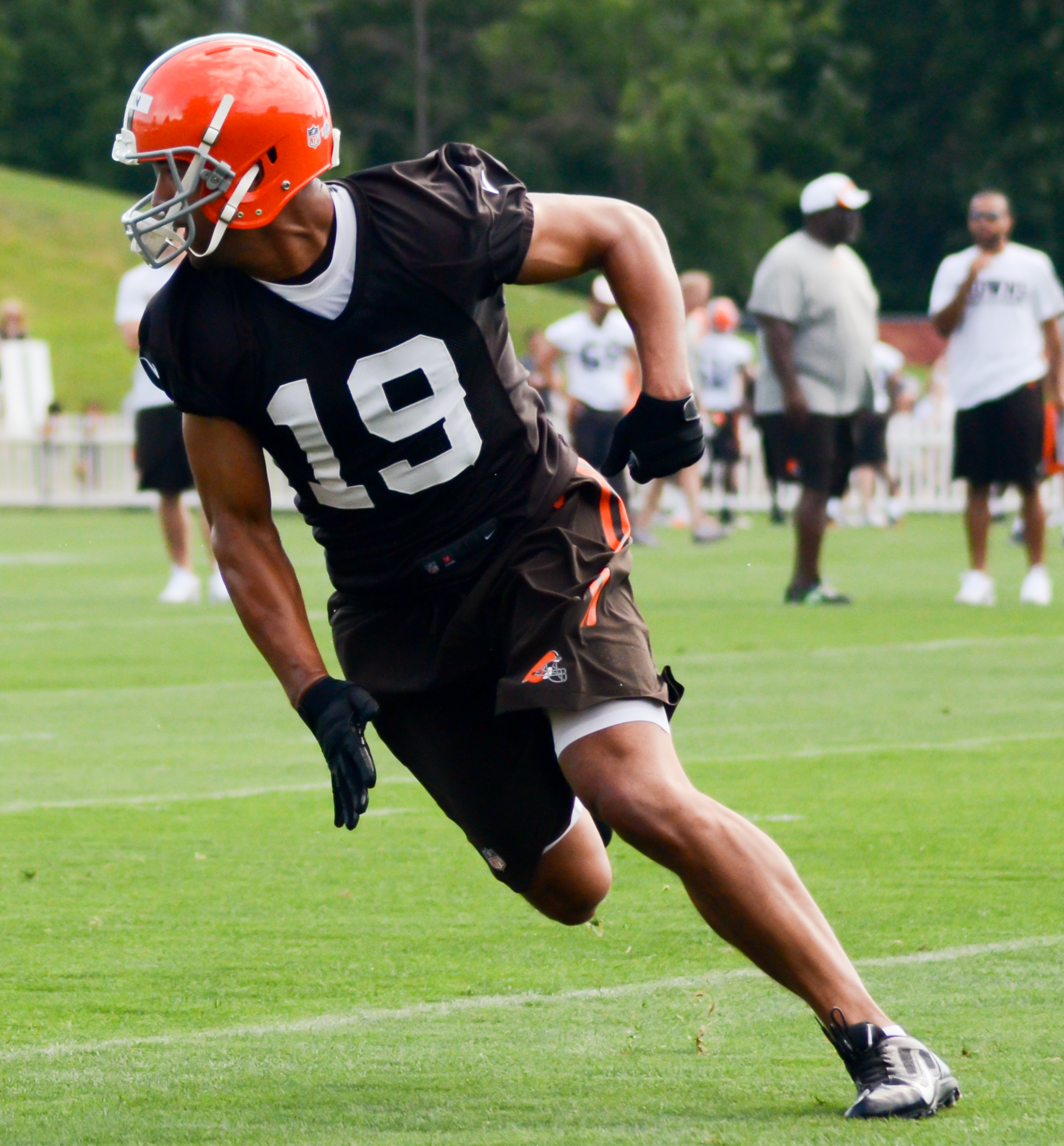
Austin nel training camp 2014.

### Cleveland Browns
Il 15 maggio 2014, Austin firmò con i Cleveland Browns. Il primo touchdown con la nuova maglia lo segnò nel secondo turno, nella vittoria in casa sui Saints e andò a segno anche la settimana successiva contro i Ravens. Il 3 dicembre, la squadra annunciò che Austin sarebbe stato inserito in lista infortunati per tutto il resto della stagione per un problema a un rene riportato nella gara della settimana 13 contro i Bills. La sua unica stagione nell'Ohio si concluse quindi con 47 ricezioni per 568 yard (terzo della squadra) e 2 touchdown in 12 partite, tutte tranne una come titolare.

### Philadelphia Eagles
Il 30 marzo 2015, Austin firmò un contratto annuale del valore di 2,3 milioni di dollari coi Philadelphia Eagles. Il 7 dicembre dello stesso anno fu svincolato.

## Palmarès
- Convocazioni al Pro Bowl: 2

2009, 2010

## Statistiche
| Partite totali         | 122   |
| Partite da titolare    | 79    |
| Ricezioni              | 348   |
| Yard su ricezione      | 5.049 |
| Touchdown su ricezione | 36    |

Statistiche aggiornate alla stagione 2014